# Pleuraphodius utae
Pleuraphodius utae är en skalbaggsart som beskrevs av S. Endrödi 1973. Pleuraphodius utae ingår i släktet Pleuraphodius och familjen Aphodiidae. Inga underarter finns listade i Catalogue of Life.